# Svenska friluftsföreningen
Ej att förväxla med Friluftsfrämjandet eller Svenskt Friluftsliv
Svenska friluftsföreningen är en förening för naturism och friluftsliv. Föreningen har sedan 1930-talet ett friluftsområde med badplats i Återvall på Ingarö i Värmdö kommun. Området omfattar 5 hektar med ett 40-tal små stugor som ägs av medlemmar, fem gäststugor, tältplatser och vedeldad bastu. Området är endast öppet för medlemmar och deras gäster.

## Historik
År 1931 bildades "Sällskapet för Fri Kroppskultur" i Sverige. I Tyskland och Schweiz hade sedan omkring år 1900 ordet "freikörperkultur", kommit att betona dels ett helhetsorienterat moral- och hälsotänkande, med sund diet och härdande friluftsliv, dels ett ideal om en naturlig gemensam nakenhet. Föreningen kom att år 1932 byta namn till "Hälsa genom Nakenkultur" och år 1941 till "Svenska Friluftsföreningen". 
Den förste ordföranden blev medicinprofessorn Johan Almkvist (1869–1945), en pionjär inom området i Sverige. Senare har Elise Ottesen-Jensen (1886–1973) varit föreningens ordförande. En annan känd medlem är tidigare centerledaren Lennart Daleus.
Föreningen var banbrytande inom området och den inställning till nakenhet och hälsa som föreningen representerade kom senare att få ett starkt och brett inflytande i Sverige under 1900-talet, framför allt under 1970- och 1980-talen.